# Lombimaa
Lombimaa est une île d'Estonie à la pointe de la péninsule Sõrve säär (et) en mer Baltique.

## Géographie
Elle s'étend sur une longue bande de 1,17 km, sa largeur maximale n'atteignant pas 150 m.